# Bruce Young
Bruce A. Young est un acteur américain né le 22 avril 1956 à Wilmette dans l'Illinois.

## Biographie
Bruce A. Young est notamment connu pour son rôle de Simon Banks dans la série The Sentinel (1996-1999), ainsi que celui de l'immortel Carl Robinson dans la série Highlander.

## Filmographie

### Cinéma

#### Court métrage
- 2002 : Ticker de Joe Carnahan : garde du corps
- 2006 : Eye of the Beholder (vidéo) de Tim Russ

#### Long métrage
- 1981 : Le Solitaire (Thief) de Michael Mann : mécanique #2
- 1983 : Risky Business de Paul Brickman : Jackie
- 1986 : Rien en commun (Nothing in Common) de Garry Marshall : Gene
- 1986 : La Couleur de l'argent (The Color of Money) de Martin Scorsese : Moselle
- 1989 : Délit d'innocence (An Innocent Man) de Peter Yates : Jingles, Con
- 1991 : Hot Shots! de Jim Abrahams : "Red" Herring
- 1992 : Basic Instinct de Paul Verhoeven : Andrews
- 1992 : Les Pilleurs (Trespass) de Walter Hill : Raymond
- 1994 : Blink de Michael Apted : Lieutenant Mitchell
- 1994 : Y a-t-il un flic pour sauver Hollywood ? (The Naked Gun 33⅓: The Final Insult) de Peter Segal : Tyrone
- 1994 : À chacun sa guerre (The War) de Jon Avnet : Moe Henry
- 1995 : Les Liens du sang (The Tie That Binds) de Wesley Strick : Gil Chandler
- 1996 : Phénomène (Phenomenon) de Jon Turteltaub : Agent du FBI Jack Hatch
- 1996 : Normal Life de John McNaughton : Agent Parker
- 1999 : Angel on Abbey Street de Jed Nolan : Muskat
- 2001 : Jurassic Park 3 (Jurassic Park III) de Joe Johnston : M.B. Nash
- 2002 : Plus jamais (Enough) de Michael Apted : Instructeur
- 2002 : Un seul deviendra invincible (Undisputed) de Walter Hill : Charles Soward
- 2004 : La ferme se rebelle (Home on the Range) de Will Finn et John Sanford : (voix additionnelles)
- 2005 : Edmond de Stuart Gordon : policier
- 2006 : Love Is the Drug d'Elliott Lester : Phill Hackwith
- 2009 : Into Temptation de Patrick Coyle : Lloyd Montag
- 2010 : Les Trois Prochains Jours (The Next Three Days) de Paul Haggis : Artisan dans l'ascenseur (non crédité)

### Télévision

#### Téléfilms
- 1982 : Will: The Autobiography of G. Gordon Liddy de Robert Lieberman
- 1983 : Heart of Steel de Donald Wrye : Louie
- 1984 : The Lost Honor of Kathryn Beck de Simon Langton
- 1985 : First Steps de Sheldon Larry : Leon
- 1987 : Three on a Match de Donald P. Bellisario : Andy "Ripper" Pierce
- 1987 : Fort comme l'amour (The Father Clements Story) d'Edwin Sherin (en)
- 1988 : L'Œil du Python (C.A.T. Squad: Python Wolf) de William Friedkin
- 1989 : Howard Beach: Making a Case for Murder de Dick Lowry
- 1991 : Qu'est-il arrivé aux sœurs Hudson ? (What Ever Happened to Baby Jane?) de David Greene : Dominick
- 1992 : Triste mémoire (She Woke Up) de Waris Hussein : Burke Harris
- 1993 : Country Estates de Donald Petrie : Henry Carver
- 1994 : Le Prix de la vengeance (In the Line of Duty: The Price of Vengeance) de Dick Lowry : Jamieson
- 1994 : Protection rapprochée (Pointman) de Robert Ellis Miller : O.C.
- 1999 : Saint-Nicholas et le nouveau monde (Santa and Pete) de Duwayne Dunham : Manuel Dangola
- 2006 : Behind the Camera: The Unauthorized Story of 'Diff'rent Strokes' de Robert Iscove : Willie Coleman
- 2014 : Star Trek: Renegades de Tim Russ : Borrada

#### Séries télévisées
- 1984 - 1985 : E/R (22 épisodes) : Officier Fred Burdock
- 1985 : Lady Blue : Cassidy
- 1987 : 21 Jump Street : Sergent James Adabo
  - (saison 2, épisode 02 : Tirez sur le leader - 1re partie)
  - (saison 2, épisode 03 : Tirez sur le leader - 2e partie)
- 1987 : 227 (saison 2, épisode 14 : Far from the Tree) : Mop
- 1989 : Flic à tout faire : Sully
  - (saison 2, épisode 16 : Dog Day Afternoon, Morning and Night)
  - (saison 2, épisode 18 : Take My Building, Please)
- 1989 : La Loi de Los Angeles (L.A. Law) (saison 3, épisode 18 : Musique de chambre) : Edward Rice
- 1990 : Cop Rock (saison 1, épisode 08 : Potts Don't Fail Me Now) : Lawyer
- 1990 : Max Monroe : Charlie
  - (saison 1, épisode 06 : Flashback, Pt. 1)
  - (saison 1, épisode 07 : Flashback, Pt. 2)
- 1991 : Code Quantum (Quantum Leap) (saison 3, épisode 22 : Choc en retour) : Butch
- 1991 : Alerte à Malibu (Baywatch) (saison 2, épisode 08 : Maigrir ou Mourir) : Derek
- 1991 : Eddie Dodd (saison 1, épisode 03 : Pound of Flesh) : Thomas Malcolm
- 1991 : Le Père Dowling (Father Dowling Mysteries) (saison 3, épisode 22 : The Joyful Noise Mystery)
- 1991 : Hôpital central (General Hospital) : Rory Banks
- 1992 : The Golden Palace (saison 1, épisode 10 : Marriage On The Rocks, With a Twist) : M. Wilson
- 1993 : Out All Night (saison 1, épisode 13 : Like Father, Like Son) : Otis Carswell
- 1993 - 1996 : Highlander : Carl Robinson
  - (saison 2, épisode 09 : Sa vie est un combat)
  - (saison 5, épisode 03 : Chasse à l'homme)
- 1995 : X-Files : Aux frontières du réel (The X-Files) (saison 2, épisode 15 : Mystère vaudou) : Pierre Beauvais
- 1995 : Pointman (saison, épisode : Everything in the World) : O.C.
- 1996 - 1999 : The Sentinel (61 épisodes) : Capitaine Simon Banks
- 1997 : Viper : Administrateur
  - (saison 2, épisode 16 : Discrédit)
  - (saison 2, épisode 22 : La Liste)
- 1998 : It's True (saison 1, épisode 01 : The Rats of Rumfordton) : Capitaine Noland
- 1999 : Diagnostic : Meurtre (Diagnosis Murder) (saison 7, épisode 06 : Meurtres sur ordonnance) : The Rapper
- 2000 : Le Drew Carey Show (The Drew Carey Show) (saison 6, épisode 09 : Drew ne sait pas chanter) : Simon Nichols
- 2002 : Washington Police (The District) (saison 2, épisode 20 : Le Secret de la confession) : Carl Orchard
- 2002 : Associées pour la loi (Family Law) (saison 3, épisode 18 : Once Removed) : Juge Leon Carter
- 2002 : Becker (saison 4, épisode 16 : Let's Talk About Sex) : Officier Matlin
- 2002 - 2003 : Le Protecteur : Albert Gregg
  - (saison, épisode : The Innocent)
  - (saison, épisode : You Belong to Me)
- 2003 : Boomtown : Ronnie Tucker
  - (saison 1, épisode 15 : Cartes sur table)
  - (saison 1, épisode 16 : Fonceur)
- 2004 : New York Police Blues : 
  - (saison 11, épisode 18 : Frères ennemis)
  - (saison 11, épisode 19 : La Loi de la jungle)
  - (saison 11, épisode 20 : Les Grands Moyens)
- 2004 : Cold Case : Affaires classées (Cold Case) (saison 2, épisode 05 : La Reine déchue) : Daryl Booker
- 2005 : Grey's Anatomy (saison 2, épisode 06 : Face à face) : Tom Maynard
- 2006 : Prison Break (saison 1, épisode 14 : Comme un rat) : C.O. #2
- 2006 : The Unit : Commando d'élite (The Unit) (saison 1, épisode 02 : Une vie à deux) : Dr Jimmy Willey
- 2007 : Ghost Whisperer (saison 2, épisode 19 : Pour l'amour de Délia) : Chad West
- 2009 : The Beast (saison 1, épisode 04 : Les Liens du sang) : Ed Marcus